# 7650 Kaname
7650 Kaname este un asteroid din centura principală de asteroizi.

## Descriere
7650 Kaname este un asteroid din centura principală de asteroizi. A fost descoperit pe 16 octombrie 1990 la Geisei de Tsutomu Seki. El prezintă o orbită caracterizată de o semiaxă mare de 2,94 ua, o excentricitate de 0,03 și o înclinație de 11,6° în raport cu ecliptica.